# (10542) Ruckers
(10542) Ruckers (1992 CN3) – planetoida z pasa głównego asteroid okrążająca Słońce w ciągu 3,31 lat w średniej odległości 2,22 j.a. Odkryta 2 lutego 1992 roku.